# Нахал Мишмар
Нахал Мишмар (хебрејски:נחל משמר; арапски:مَحْرَس) је један од најмањих сезонских токова у Јудејској пустињи.

## Географија
Нахал Мишмар почиње у Хебронским брдима и креће се источно ка Мртвом мору у које се улива. 

## Археологија
Изреалски археолог Песах Бар Адон је 1961. године открио "благо" из периода халколита у пећини на северној страни Нахал Мишмара. Налази са локалитета укључују: 432 предмета изграђених од бакра, бронзе, слоноваче и кости; 240 глава буздована, око 100 скиптара, 5 круна (иако се предмети зову круне, нису заправо праве круне и није позната њихова намена), рог у праху, алат и оружје. Неки археолози износе да артефакти потичу из халколитског храма у Еин Геди. Познати налази са локалитета су изложени у Музеју Изреала у Јерусалиму.
Предмети пронађени у остави припадају газулијенској култури и ово је једина таква остава пронађена. Услед суве климе овог подручја, очуван је и пронађен текстил на локалитету. Пронађени су и остаци више од 20 индивидуа, припадника седентарне халколитске популације за које се верује да су били мигранти које је дочекао трагичан крај будући да бројни имају трагове повреда и да тканина којом су умотани има трагове крви.
Многи од бакарних предмета су направљени помоћу технике изгубљеног воска и ово је најстарији пример коришћења ово комплексне технике. C-14 датовање језгра статуа показује да су бар из периода 3.500 година пре нове ере. У овом периоду се коришћење бакра распростирало по Леванту.